# Blair Evans
Blair Catherine Evans (Perth, 3 de abril de 1991) é uma nadadora australiana de distâncias médias, medalhista olímpica. 

## Carreira
Evans fez sua estreia internacional pela Austrália no Campeonato Mundial de Esportes Aquáticos de 2009, onde competiu nos 800 metros livre. Ela representou a Austrália no Campeonato Pan-Pacífico de 2010, onde ganhou a medalha de bronze nos 200 m e 400 metros estilos livres e prata no revezamento 4x200 m livre.
Representou a Austrália nos Jogos da Commonwealth de 2010, ganhando a medalha de ouro no revezamento 4x200 m livre, terminando em sexto nos 200 m livre, em quinto nos 800 m livre e em quarto nos 400 m medley.

## Jogos Olímpicos de 2012
Nos Jogos Olímpicos de Verão de 2012, Evans competiu nos 400 m medley, mas terminou em décimo terceiro lugar geral nas eliminatórias (sexta em sua bateria) com um tempo de 4min40s42, não avançando para a final. Também nadou nas eliminatórias do revezamento 4x200 m livre. Apesar de não nadar a final, o time ficou em segundo com um tempo de 7min44s41, dando a Evans a medalha de prata.